# Listă de mitropoliți ai Moldovei
Aceasta este o listă a mitropoliților Moldovei.
Mitropolia Moldovei este atestată documentar din septembrie 1386. În anul 1401 (la 26 iulie) a fost recunoscută oficial de Patriarhia Ecumenică a Constantinopolului, în timpul mitropolitului Iosif Mușat (rudă a voievodului Petru Mușat).
Sediul mitropoliei era inițial la Rădăuți, dar a fost mutat la Suceava în timpul domniei lui Alexandru cel Bun. Ulterior, pe la mijlocul secolului al XVII-lea, sediul a fost mutat la Iași, unde se află și în prezent.
În secolul al XVIII-lea, odată cu anexarea Bucovinei de către Imperiul Habsburgic (1774), Mitropolia Moldovei nu a mai avut jurisdicție asupra părții de nord a Moldovei (zona denumită de austrieci „Bucovina”). De asemenea, după 1812 Mitropolia Moldovei nu a mai avut jurisdicție nici asupra Basarabiei, anexată de Imperiul Țarist.
În anul 1950 denumirea oficială a mitropoliei a devenit Mitropolia Moldovei și Sucevei, iar din 1990 Mitropolia Moldovei și Bucovinei, titulatură utilizată și în prezent.

## Lista mitropoliților Moldovei
1. Teodosie (1386)
2. Ieremia (1387-1401)
3. Iosif Mușat (1401-?)
4. Damian (1437-1447)
5. Ioachim (1447-1455)
6. Teoctist I (1455-1477)
7. Gheorghe I de la Neamț (1477-1508)
8. Teoctist II (1509-1528)
9. Calistrat (1528-1530)
10. Teofan I (1530-1546)
11. Grigorie Roșca (1546-1551)
12. Gheorghe II de la Bistrița (1551-1552)
13. Grigorie II de la Neamț (1552-1564)
14. Teofan II (1564-1572)
15. Anastasie (1572-1578)
16. Teofan II (1578-1579)
17. Nicanor (1579-1582)
18. Teofan II (1582-1588)
19. Gheorghe III Movilă (1588-1591)
20. Nicanor (1591-1594)
21. Mardarie (1595)
22. Gheorghe III Movilă (1595-1600)
23. Dionisie Rally Paleologul (iunie-septembrie 1600)
24. Gheorghe III Movilă (1601-1605)
25. Teodosie Barbovschi (1605-1608)
26. Anastasie Crimca (1608-1617, 1619-1629)
27. Anastasie II (1629-1632)
28. Varlaam (1632-1653)
29. Ghedeon (1653-1659)
30. Sava (1659-1666)
31. Ghedeon (1670-1671)
32. Dosoftei (1671-1674; 1675-1686) - reședința Mitropoliei Moldovei se mută oficial la Iași (1677)
33. Teodosie de la Brazi (1674-1675)[1]
34. Calistrat Vartic (1686-1689)
35. Sava de la Roman (1689-1701)
36. Misail (1701/1702 - 1708)
37. Ghedeon (1708-1722)
38. Gheorghe IV (1722-1730)
39. Antonie Putneanul (1730-1740)
40. Nechifor (1740-1750)
41. Iacov Putneanul (1750-1760)
42. Gavriil Callimachi (1761-1786)
43. Leon Gheucă (1786-1788)
44. Ambrozie Serebrenicov (1788-1792)
45. Iacob Stamati (1792-1803)
46. Veniamin Costache (1803-1808, 1812-1821, 1823-1842) – înființarea Seminarului teologic de la Socola (1803)
47. Meletie Lefter (2 februarie 1844 - 19 iunie 1848)
48. Sofronie Miclescu (1851-1860)
49. Calinic Miclescu (1865-1875) - adoptarea Legii organice pentru alegerea mitropoliților și a episcopilor eparhioți. Cei doi mitropoliți din România (cel al Ungro-Vlahiei și cel al Moldovei) urmau să facă parte de jure din Sfântul Sinod (1872)
50. Iosif Naniescu (1875-1902) - Patriarhul ecumenic Ioachim al IV-lea al Constantinopolului recunoaște în mod solemn autocefalia Bisericii Ortodoxe Române
51. Partenie Clinceni (1902-1908)
52. Pimen Georgescu (1909-1934)
53. Nicodim Munteanu (1934-1939)
54. Irineu Mihălcescu (1939-1947)
55. Iustinian Marina (1947-1948)
56. Sebastian Rusan (1950-1956) - denumirea oficială a mitropoliei devine Mitropolia Moldovei și Sucevei
57. Iustin Moisescu (1957-1977)
58. Teoctist Arăpașu (1977-1986)
59. Daniel Ciobotea (1990-2007) - denumirea oficială a mitropoliei devine Mitropolia Moldovei și Bucovinei
60. Teofan Savu (2008-prezent)